# Trasna
Trasna es una empresa tecnológica global que se especializa en soluciones de semiconductores, SIM, eSIM, SoC e iSIM. La compañía ofrece tecnologías seguras y escalables para el Internet de las cosas (IoT) y dispositivos móviles conectados.

## Historia
Trasna fue fundada en 2018 por Stéphane Fund después de vender su empresa anterior, Simulity Labs, a ARM Holdings en 2017. Fund tenía como objetivo crear una empresa que abordara desafíos en el sector del IoT, como altos costos, implementaciones lentas y un mercado de proveedores fragmentado al que se enfrentan los fabricantes de dispositivos y operadores de red. Ese mismo año, Trasna adquirió Elatec (Alemania) y SAFE-IoT (Francia), lo que proporcionó a la compañía conocimientos importantes en hardware y software. Estas adquisiciones ayudaron a Trasna a ampliar su oferta en microcontroladores seguros, tecnologías IoT y tecnologías eSIM.
En 2023, Trasna produjo su primer chip SIM y desarrolló su propio procesador de núcleo RISC-V. La empresa también desplegó más de 40 microcontroladores seguros para su uso en productos como tarjetas inteligentes, terminales de punto de venta, medidores inteligentes y dispositivos de seguridad.
En febrero de 2024, Trasna adquirió Workz, una empresa especializada en tecnología eSIM en la nube. Esta adquisición avanzó la estrategia de integración vertical de Trasna, permitiéndole ofrecer soluciones completas en el mercado IoT.

## Productos y servicios
Trasna ofrece una variedad de productos, incluidos productos de Sistema en Chip, módulos integrados, tarjetas SIM, plataforma SIM en la nube y un gestor remoto de eSIM para IoT. En 2023, la compañía comenzó a desarrollar su Sistema en Chip (SoC) con un módulo iSIM integrado, que se espera influya en el mercado IoT.
Trasna provee sus productos y tecnologías a más de 80 países, con mercados clave en América del Norte, Europa y Asia. La compañía trabaja con más de 200 clientes, incluidos importantes operadores de telecomunicaciones y proveedores de servicios IoT.